# 紀李
紀李（1997年3月16日—），男，湖北人，中國大陆男演员、歌手，因爸爸姓「紀」，媽媽姓「李」，故取名為「紀李」。毕业于上海视觉艺术学院表演系。曾在電視劇《陳情令》中飾演聶懷桑。

## 演藝歷程
2015年8月客串出演由楊洋、鄭爽主演的都市青春偶像劇《微微一笑很傾城》開機，劇中飾演貝微微遊戲中的對手。
2016年7月29日，主演的爱情喜剧电影《奇葩主播升职记》在爱奇艺、腾讯、优酷、乐视、搜狐等等视频网站上映，他所饰演的男主角威威，是个梦想红遍华人社会却默默无闻的网络主播 ；8月22日，《微微一笑很傾城》在江蘇衛視及東方衛視播出。
2017年5月客串出演由陈坤、倪妮、赵立新、倪大红、袁弘领衔主演的古装权谋剧《天盛长歌》開機，飾演稚气未脱的少年宁研；同月客串出演由李兰迪、张新成、曹恩齐主演的都市青春偶像劇《你好，旧时光》開機，劇中飾演一名為女朋友而犧牲成為僵屍的阿郎；11月8日，《你好，旧时光》在爱奇艺首播。
2018年4月；與肖战、王一博、汪卓成等一同主演的古装仙侠剧《陈情令》開機，在剧中饰演清河聂氏二公子聂怀桑，憑借一把玄鐵扇玩盡仙門百家；8月14日，客串参演的古装权谋剧《天盛长歌》在湖南卫视首播。
2019年3月，主演的《陈情令》番外電影《陈情令之亂魄》開機，故事讲述聂氏兄弟共同修复祭刀堂以保一方平安及层层揭开聂怀桑如何得知兄长之死真相的谜团；5月，與胡先煦、張超等主演的青春校园网络剧《棋魂》開機，在剧中饰演少年老成又傲娇爱面子的谷雨；6月27日，古装仙侠剧《陈情令》播出，“一問三不知”形象深入人心，前後性格反差變化大，演技備受讚賞；9月，與李一桐、金晨等主演的当代都市电视剧《了不起的女孩》開機拍攝，在剧中饰演警察葉舟與關玥收穫一段美滿的姊弟戀；11月1日、2日，加盟陈情令京国风音乐演唱会與王翌舟演唱清河訣及与于斌、宋继扬、曹煜辰、郑繁星和李泊文共同表演唱跳歌曲初生無畏；12月5日，作為常駐嘉賓的綜藝《少年聽學中》在腾讯播出，憑藉搞笑有趣的性格再次引起注意。
2020年与于斌、宋继扬、曹煜辰、郑繁星和李泊文组成限定男团“陈情少年” (英文名: TUBS)；1月14日，獲泰国总理巴育接見及委任為2020泰国欢乐春节推广大使獻唱活动推广曲《心跳的节拍》；1月26日，加盟TUBS巡迴演唱見面会泰國站，演唱囍帖街及清河訣等歌曲；3月26日，主演的古装仙侠剧《陈情令》翻外電影《陈情令之亂魄》在爱奇艺播出。

## 影視作品

### 電視劇
| 首播   | 劇名           | 角色     | 備註   |
| 2016年 | 微微一笑很傾城 | 遊戲角色 |        |
| 2017年 | 你好，舊時光   | 阿郎     |        |
| 2018年 | 天盛长歌       | 少年宁研 |        |
| 2019年 | 陈情令         | 聂怀桑   |        |
| 2020年 | 棋魂           | 谷雨     | 網絡劇 |
| 2020年 | 了不起的女孩   | 葉舟     | 男三號 |

### 電影
| 上映   | 劇名           | 角色   | 備註                 |
| 2016年 | 奇葩主播升職記 | 威威   |                      |
| 2020年 | 陳情令之亂魄   | 聂怀桑 | 原聲配音，愛奇藝獨播 |

### 舞台劇
| 首演   | 劇名        | 角色 | 備註 |
| 2016年 | 仙剑奇侠传3 | 景天 |      |

## 音樂作品

### 演唱会记录
| 日期            | 名稱                 | 地点                   | 表演歌曲                                                                  |
| 2019年11月1-2日 | 陈情令国风音乐演唱会 | 南京青奥体育公园体育馆 | 清河訣、初生無畏                                                          |
| 2020年1月26日   | TUBS巡迴演唱見面會   | 泰國曼谷UNION MALL     | Bad Day、無羈、童話、囍帖街、清河訣、初生無畏、心跳的節拍、心之所向的美麗 |

### 歌曲
| 年份   | 歌曲名稱       | 備註                                |
| 2019年 | 初生無畏       | 限定男團陳情少年(TUBS)首支單曲      |
| 2020年 | 心跳的節拍     | 2020泰國歡樂春節活動推廣曲          |
| 2020年 | 心之所向的美麗 | 知名音樂製作人Daniel Powter量身打造 |

## 綜藝作品
| 年份   | 名稱       | 角色     | 備註 |
| 2019年 | 少年聽學中 | 常駐嘉賓 | 團綜 |

## 代言合作
| 年份   | 品牌           | 產品             | 性質                     | 備註                             |
| 2019年 | Bronze Lucia   | 服飾             | 品牌摯友                 | 2020上海春夏時裝週特邀走秀模嘉賓 |
| 2019年 | 古北水鎮       | 景區             | 紅葉祭明星體驗官         |                                  |
| 2019年 | 周大福         | 咚咚仔系列       | 品牌摯友                 |                                  |
| 2020年 | 泰国国家旅游局 | 2020泰國歡樂春節 | 推廣大使                 | 獻唱活動推廣曲《心跳的節拍》     |
| 2020年 | 周大福         | 鼠年生肖系列     | 品牌摯友及鼠年生肖星推官 |                                  |
| 2020年 | Bronze Lucia   | 服飾             | 品牌摯友                 | 2020上海秋冬時裝週特邀評論員     |

## 公益合作
| 日期          | 名稱                          | 備註                        |
| 2019年10月8日 | 世界愛眼日穿針挑戰            | 瞳愛大使                    |
| 2019年11月2日 | 天貓雙11狂歡夜-為脫貧助力     | 脫貧助力官                  |
| 2019年11月3日 | 與星同行                      |                             |
| 2020年1月10日 | 回家鄉-話塵肺                 | 健康特快列車長 清塵愛心大使 |
| 2020年2月13日 | ELLE-2020我相信               |                             |
| 2020年2月15日 | 廣東共青團-愛在你我身旁       |                             |
| 2020年2月22日 | 中國加油! 眾志成城 共同戰疫   |                             |
| 2020年2月23日 | 上海領養日                    |                             |
| 2020年3月3日  | 愛耳日公益活動萬物皆可奏      | 「大愛成音」傳播大使        |
| 2020年3月19日 | 共青團中央-星力量健康助學行動 |                             |